# Journal of Cardiovascular Nursing
The Journal of Cardiovascular Nursing is een internationaal, aan collegiale toetsing onderworpen wetenschappelijk tijdschrift op het gebied van de cardiologie.
De naam wordt in literatuurverwijzingen meestal afgekort tot J. Cardiovasc. Nurs.
Het wordt uitgegeven door Lippincott Williams & Wilkins en verschijnt 4 keer per jaar.
Het eerste nummer verscheen in 1986.